# CEFIC

Logo des Verbandes

Der Verband der Europäischen chemischen Industrie (CEFIC von französisch: Conseil Européen des Fédérations de l’Industrie Chimique), heutiger Eigenname European Chemical Industry Council, ist der Wirtschaftsverband der europäischen chemischen Industrie mit Sitz in Brüssel. CEFIC vertritt die politischen Interessen der chemischen Industrie auf der europäischen Ebene. Die internationale Arbeit wird über den internationalen Chemieverband International Council of Chemical Associations (ICCA) gesteuert, in dem der CEFIC Mitglied ist.

## Geschichte
Der Verband wurde 1957 unter dem Namen Secrétariat International des Groupements Professionnels des Industries Chimiques des Pays de la CEE (S.I.I.C) gegründet. Zwei Jahre später wurde der Conseil Européen des Fédérations de l'Industrie Chimique (CEFIC) gegründet. Dort waren zunächst nur die Chemieunternehmen der  Europäischen Freihandelsassoziation (EFTA) organisiert. Erst im Jahr 1972 schließen sich die beiden Organisationen unter dem Namen CEFIC zusammen, um die Interessen der europäischen Industrie im internationalen Chemieverband besser vertreten zu können.  
Im Jahr 1990 wurde die Organisation umbenannt und heißt seitdem European Chemical Industry Council. Das Akronym CEFIC wurde beibehalten.
Ab Oktober 2014 war Jean-Pierre Clamadieu (Solvay) Präsident des CEFIC. Ab Oktober 2016 war es Hariolf Kottmann (Clariant) und seit Oktober 2020 ist es Martin Brudermüller von der BASF.

## Organisation
Der CEFIC hat 670 Mitglieder, darunter mit den nationalen Dachverbänden europäischer Länder 22 Vollmitglieder und 6 assoziierte Mitglieder.
Die Vollmitglieder sind:
- FCIO, Fachverband der Chemischen Industrie Österreichs
- Essenscia, Fédération Belge des Industries Chimiques et des Sciences de la Vie / Belgische federatie van de chemische industrie en life sciences (Belgien)
- SCHP, Svaz chemického prumyslu Ceské republik (Tschechische Republik)
- PIBF, Procesindustriens Brancheforening / Association of Danish Process Industries (Dänemark)
- KT RY, Kemianteollisuus ry (Finnland)
- UIC, Union des industries chimiques (Frankreich)
- VCI, Verband der Chemischen Industrie e.V. (Deutschland)
- HACI, Hellenic Association of Chemical Industries (Griechenland)
- MAVESZ, Magyar Vegyipari Szövetség (Ungarn)
- IPCMF, Irish Pharmaceutical and Chemical Manufacturers' Federation (Irland)
- FEDERCHIMICA, Federazione Nazionale dell'Industria Chimica (Italien)
- VNCI, Vereniging van de Nederlandse Chemische Industrie (Niederlande)
- PIL, Prosessindustriens Landsforening (Norwegen)
- PIPC ZP, Polska Izba Przemyslu Chemicznego - Zwilzek Pracodawcow (Polen)
- APEQ, Associação Portuguesa das Empresas Químicas (Portugal)
- ZCHFP, Zväz chemického a farmaceutického priemyslu Slovenskej republiky (Slowakische Republik)
- CRA, Chemical and Rubber Industry Association (Slowenien)
- FEIQUE, Federacion Empresarial de la Industria Quimica Espanola (Spanien)
- KEMIKONORET, Schweden
- scienceindustries, Wirtschaftsverband Chemie Pharma Biotech (Schweiz)
- CIA, Chemical Industries Association Ltd. (Großbritannien)
- TKSD, Turkiye Kimya Sanayicileri Dernegi (Türkei)

Die sechs assoziierten Mitglieder sind Verbände aus Bulgarien, Kroatien, Estland, Lettland, Litauen, Rumänien, Russland und der Ukraine. 

### Assoziierte Organisationen
- AFEMS (Association of European Manufacturers of Sporting Ammunition)
- A.I.S.E. (International Association for Soaps, Detergents and Maintenance Products)
- ATC (Technical Committee of Petroleum Additive Manufacturers in Europe)
- BACS (British Association of Chemical Specialities)
- BSEF (Bromine Science Environment Forum AISBL)
- CEPE (European Council of the Paint, Printing Ink and Artists’ Colours Industry)
- CIRFS (European Man-Made Fibres Association)
- ECPA (European Crop Protection Association)
- EFCC (European Federation for Construction Chemicals)
- EIGA (European Industrial Gases Association)
- ENA (European Nitrators Association)
- EPRA (European Phenolic Resins Association)
- ETAD (Ecological and Toxicological Association of Dyes and Organic Pigments Manufacturers)
- Euro Chlor
- FECC (The European Association of Chemical Distributors)
- FEEM (Federation of European Explosives Manufacturers)
- FEICA (Association of the European Adhesive & Sealant Industry)
- Fertilizers Europe
- IFRA (International Fragrance Association)
- ISOPA (European Diisocyanate & Polyol Producers Association)
- PlasticsEurope

## Politik
REACH ist eine Verordnung der EU, die Unternehmen dazu verpflichtet, die eigenen in Verkehr gebrachten Chemikalien auf ihre Unbedenklichkeit zu testen. Cefic hat sich bis zuletzt dafür eingesetzt, diese Verordnung zumindest zu lockern, um die internationale Wettbewerbsfähigkeit der europäischen Chemie-Industrie zu erhalten.
SQAS ist ein europaweiter Standard für Gefahrstoffe. Seit 1994 hat die Cefic im Rahmen der SQAS verschiedene Verfahren entwickelt, um die Norm ISO 9000 ff. auf Gefahrguttransport, -lager etc. zu übertragen.